# Vaux-le-Pénil
Pour les articles homonymes, voir Vaux.
Vaux-le-Pénil [vo lə penil]  est une commune française située dans le département de Seine-et-Marne en région Île-de-France.

## Géographie

### Localisation
Vaux-le-Pénil est limitrophe de la ville de Melun, préfecture de Seine-et-Marne, et est située à une quarantaine de kilomètres au sud-est de Paris.

### Géologie et relief
Situé dans un méandre de la Seine, le relief est assez vallonné, du fait de sa proximité avec cette dernière et les plateaux de la Brie.
L'altitude varie de 37 mètres à 96 mètres pour le point le plus haut , le centre du bourg se situant à environ 67 mètres d'altitude (mairie)
.
La commune est classée en zone de sismicité 1, correspondant à une sismicité très faible.

### Hydrographie

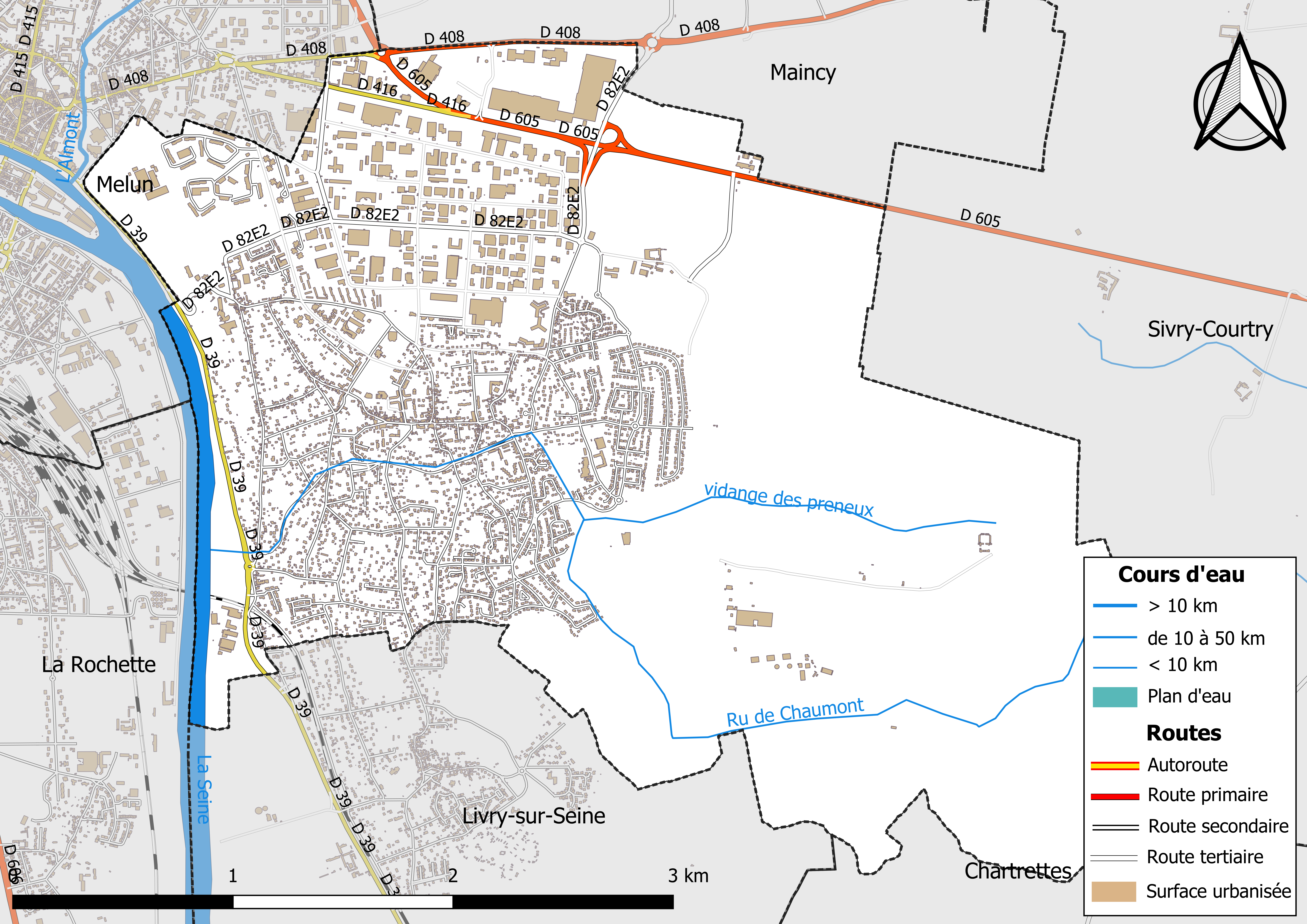
Carte des réseaux hydrographique et routier de Vaux-le-Pénil.

Le réseau hydrographique de la commune se compose de trois cours d'eau référencés :
- la Seine, fleuve long de 774,76 km[3] ;
  - le ru de Chaumont, 14,74 km[4], affluent de la Seine ;
    - la vidange des Preneux, 1,92 km[5], affluent du ru de Chaumont.

La longueur totale des cours d'eau sur la commune est de 8,18 km.

### Climat
Pour des articles plus généraux, voir Climat de l'Île-de-France et Climat de Seine-et-Marne.
En 2010, le climat de la commune est de type climat océanique dégradé des plaines du Centre et du Nord, selon une étude du CNRS s'appuyant sur une série de données couvrant la période 1971-2000. En 2020, Météo-France publie une typologie des climats de la France métropolitaine dans laquelle la commune est exposée à un climat océanique altéré et est dans une zone de transition entre les régions climatiques « Sud-ouest du bassin Parisien » et « Nord-est du bassin Parisien ».
Pour la période 1971-2000, la température annuelle moyenne est de 11,3 °C, avec une amplitude thermique annuelle de 15,6 °C. Le cumul annuel moyen de précipitations est de 701 mm, avec 11,2 jours de précipitations en janvier et 7,6 jours en juillet. Pour la période 1991-2020, la température moyenne annuelle observée sur la station météorologique la plus proche, située sur la commune de Montereau-sur-le-Jard à 7 km à vol d'oiseau, est de 11,6 °C et le cumul annuel moyen de précipitations est de 657,9 mm,. Pour l'avenir, les paramètres climatiques de la commune estimés pour 2050 selon différents scénarios d'émission de gaz à effet de serre sont consultables sur un site dédié publié par Météo-France en novembre 2022.

### Milieux naturels et biodiversité
L’inventaire des zones naturelles d'intérêt écologique, faunistique et floristique (ZNIEFF) a pour objectif de réaliser une couverture des zones les plus intéressantes sur le plan écologique, essentiellement dans la perspective d’améliorer la connaissance du patrimoine naturel national et de fournir aux différents décideurs un outil d’aide à la prise en compte de l’environnement dans l’aménagement du territoire.
Le territoire communal de Vaux-le-Pénil comprend une ZNIEFF de type 1,,, 
le « Buisson de Massoury » (559,54 ha), couvrant 5 communes du département.
, et deux ZNIEFF de type 2, : 
- le « Buisson de Massoury » (1 261,51 ha), couvrant 5 communes du département[15] ;
- la « vallée de la Seine entre Melun et Champagne-sur-Seine » (1 062,65 ha), couvrant 15 communes du département[16].

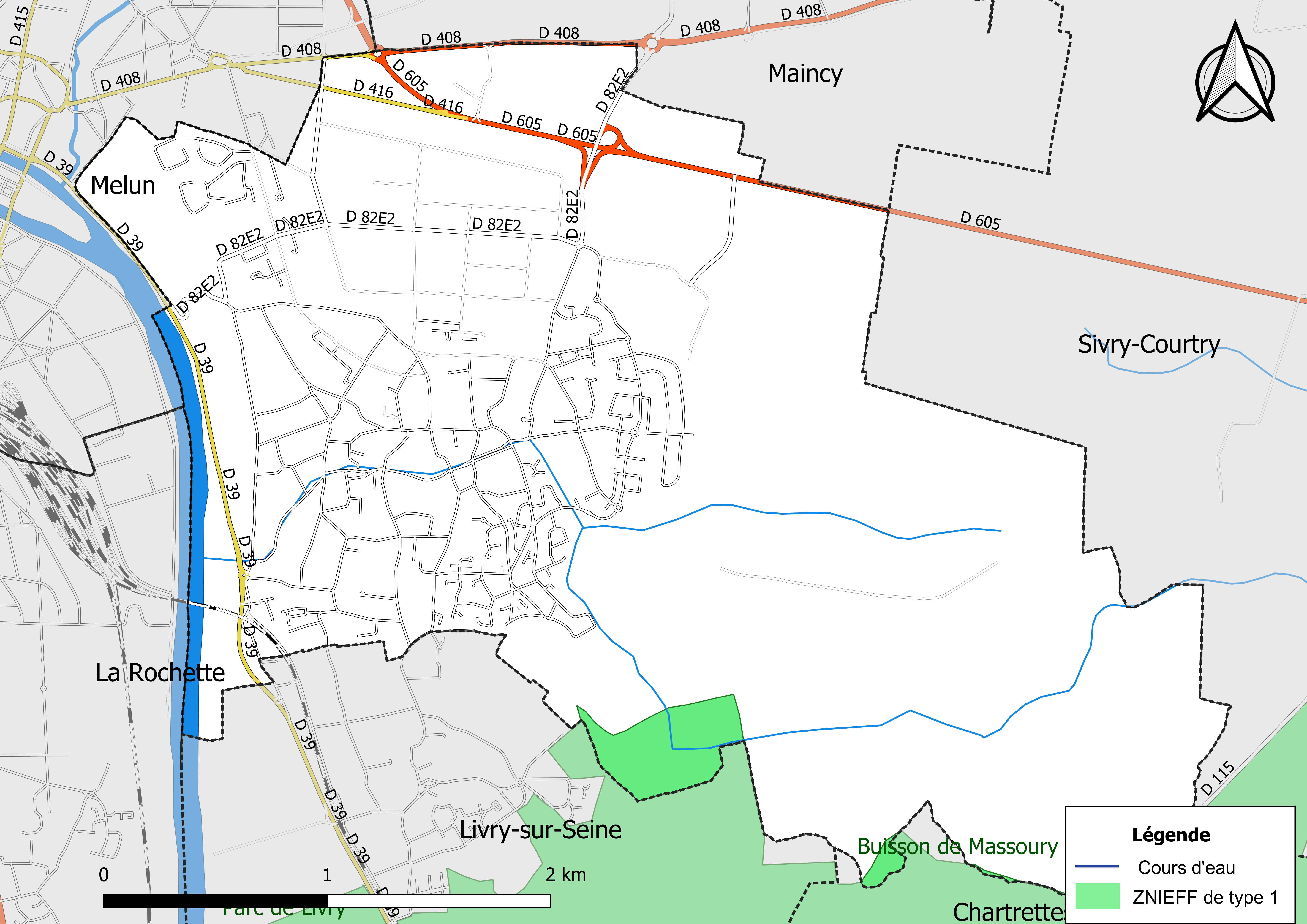
Carte des ZNIEFF de type 1 de la commune.
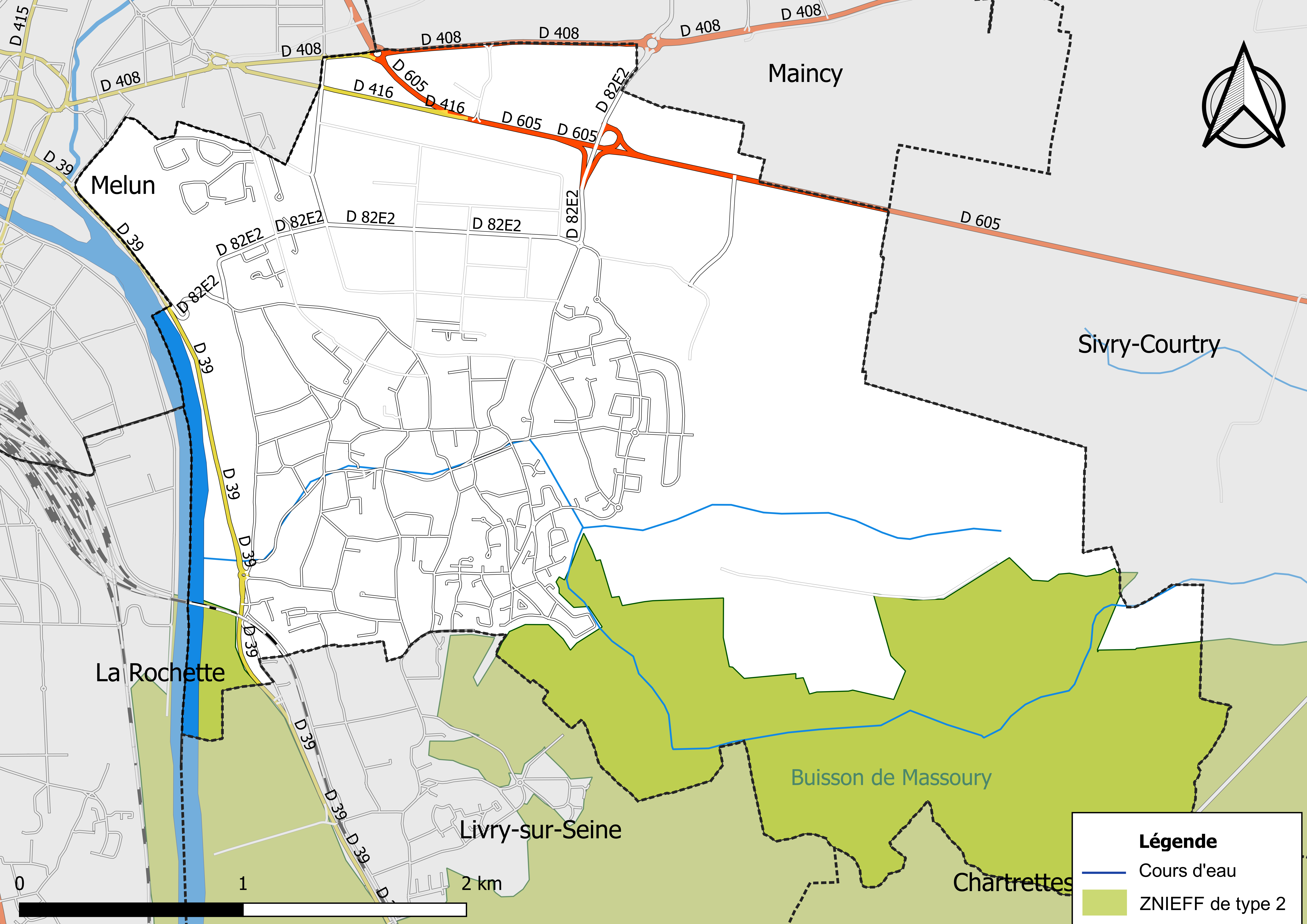
Carte des ZNIEFF de type 2 de la commune.

## Urbanisme

### Typologie
Au 1er janvier 2024, Vaux-le-Pénil est catégorisée grand centre urbain, selon la nouvelle grille communale de densité à sept niveaux définie par l'Insee en 2022.
Elle appartient à l'unité urbaine de Paris, une agglomération inter-départementale regroupant 407  communes, dont elle est une commune de la banlieue,,. Par ailleurs la commune fait partie de l'aire d'attraction de Paris, dont elle est une commune d'un pôle secondaire,. Cette aire regroupe 1 929 communes,.

### Lieux-dits et écarts
La commune compte 72 lieux-dits administratifs répertoriés consultables ici.

### Occupation des sols
L'occupation des sols de la commune, telle qu'elle ressort de la base de données européenne d’occupation biophysique des sols Corine Land Cover (CLC), est marquée par l'importance des territoires artificialisés (49,6 % en 2018), en augmentation par rapport à 1990 (41,3 %). La répartition détaillée en 2018 est la suivante : 
zones urbanisées (28,2% ), terres arables (21,8% ), forêts (20,3% ), zones industrielles ou commerciales et réseaux de communication (15,5% ), espaces verts artificialisés, non agricoles (5,9% ), zones agricoles hétérogènes (3,5% ), milieux à végétation arbustive et/ou herbacée (3,2% ), eaux continentales (1,6 %).
Parallèlement, L'Institut Paris Région, agence d'urbanisme de la région Île-de-France, a mis en place un inventaire numérique de l'occupation du sol de l'Île-de-France, dénommé le MOS (Mode d'occupation du sol), actualisé régulièrement depuis sa première édition en 1982. Réalisé à partir de photos aériennes, le Mos distingue les espaces naturels, agricoles et forestiers mais aussi les espaces urbains (habitat, infrastructures, équipements, activités économiques, etc.) selon une classification pouvant aller jusqu'à 81 postes, différente de celle de Corine Land Cover,,. L'Institut met également à disposition des outils permettant de visualiser par photo aérienne l'évolution de l'occupation des sols de la commune entre 1949 et 2018.

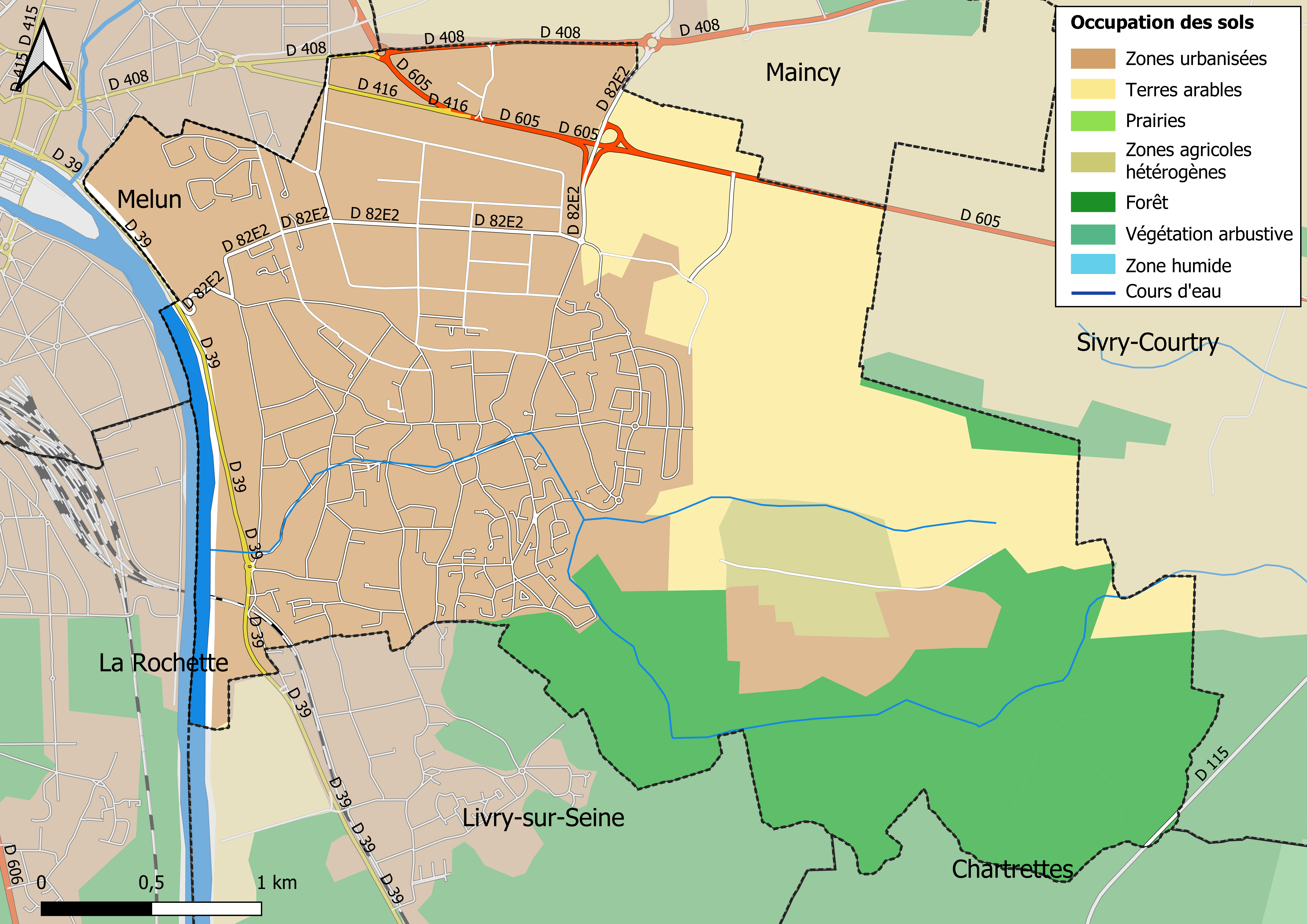
Carte des infrastructures et de l'occupation des sols en 2018 (CLC) de la commune.
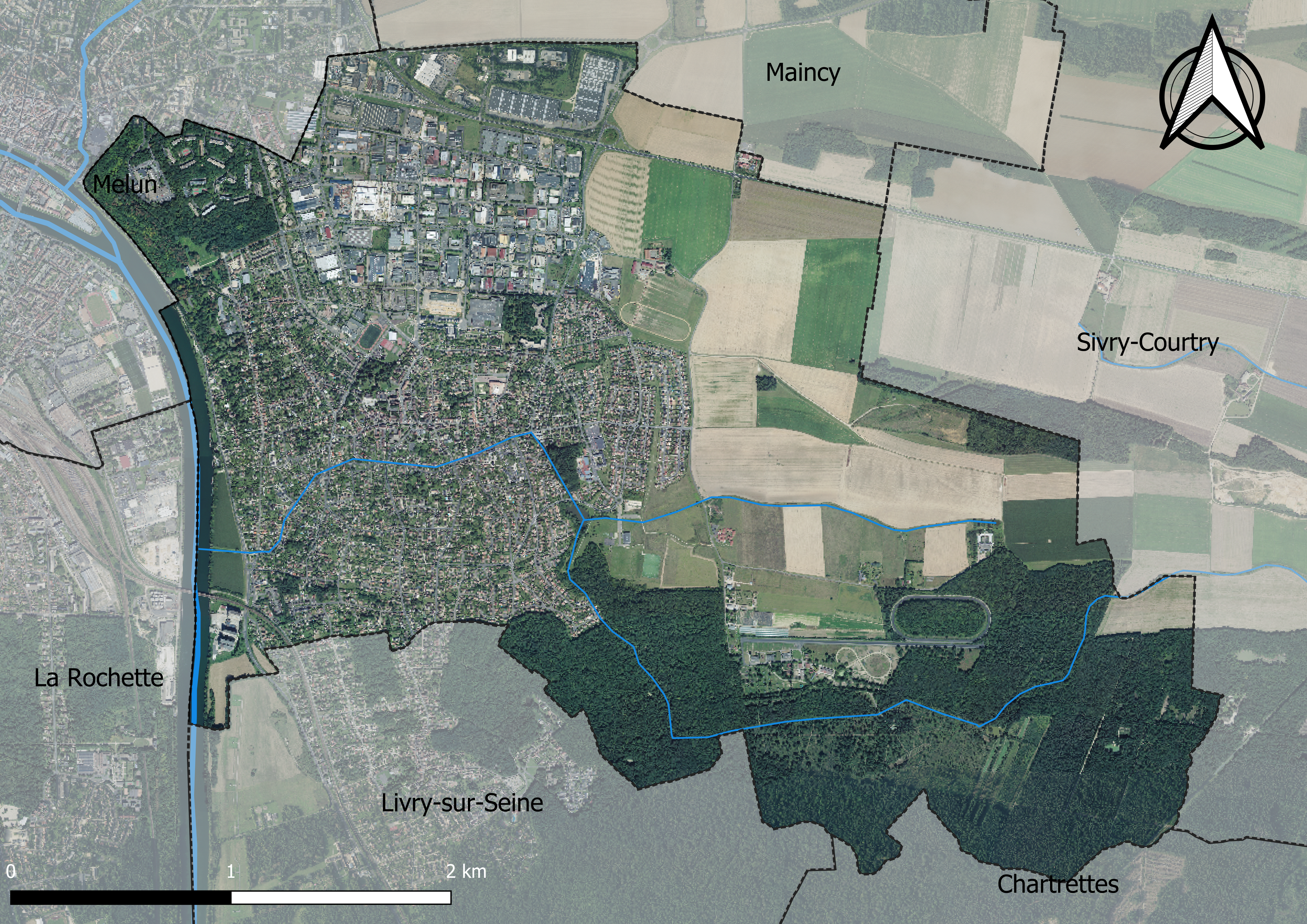
Carte orhophotogrammétrique de la commune.

### Planification
La loi SRU du 13 décembre 2000 a incité les communes à se regrouper au sein d’un établissement public, pour déterminer les partis d’aménagement de l’espace au sein d’un SCoT, un document d’orientation stratégique des politiques publiques à une grande échelle et à un horizon de 20 ans et s'imposant aux documents d'urbanisme locaux, les PLU (Plan local d'urbanisme). La commune est dans le territoire du SCOT Région melunaise, dont l'élaboration a été engagée de 2013 à 2015, puis poursuivie à partir de 2017 sur un périmètre différent et porté par la communauté d'agglomération Melun Val de Seine.
La commune disposait en 2019 d'un plan local d'urbanisme approuvé. Le zonage réglementaire et le règlement associé peuvent être consultés sur le Géoportail de l'urbanisme.

### Logement
En 2016, le nombre total de logements dans la commune était de 4 652 dont 62,9 % de maisons et 35,8 % d'appartements.
Parmi ces logements, 94,9 % étaient des résidences principales, 1,1 % des résidences secondaires et 4 % des logements vacants.
La part des ménages fiscaux propriétaires de leur résidence principale s'élevait à 71,2 % contre 27,4 % de locataires dont, 17 % de logements HLM loués vides (logements sociaux) et, 1,4 % logés gratuitement.

### Voies de communication et transports

#### Voies de communication
Le territoire de la commune est traversé par le sentier de grande randonnée GR 1, qui se prolonge vers Melun au nord-est et vers Livry-sur-Seine au sud.

#### Transports
La commune est desservie par la ligne d'autocars du réseau de bus Fontainebleau - Moret No 41 (Melun – Montereau-Fault-Yonne).

## Toponymie
Anciennement nommé « Vaulx-à-Pény » au Moyen Âge, il tire son nom de sa topographie : le terme « Vaulx » est sans équivoque et s'applique à la convergence des vallées de la Seine, de l'Almont et de la Noue[réf. nécessaire]. Pény est tout simplement le nom du seigneur propriétaire du château féodal de 1050 jusqu'à 1530 et dont l'origine du nom vient du temple gallo-romain érigé à la gloire de Jupiter honoré sur ces montagnes (Jupiter Penninus), en référence aux Alpes pennines. Ce temple se situait à l'emplacement actuel de l'église, au confluent des trois vallées formant ainsi, non une montagne, tout au plus un mamelon.

## Histoire
Le site a, depuis des millénaires, attiré et fixé les hommes, ainsi qu'en témoigne la découverte de pierres taillées et de silex polis sur le tertre de Chérisy.
L'histoire de Vaux-le-Pénil est portée par son château dont la forme actuelle date de 1766. Il fut en effet la citadelle avancée pour la protection de Melun lorsque la ville était habitée par les rois de France au XIe et XIIe siècles.
Il est également à noter que des ligueurs ont séjourné dans les environs de Melun et en particulier sur le coteau de Vaux quand ils ont eu le dessein d'engager le combat contre Tristan de Rostaing qui défendait l'île Saint-Étienne ; cette présence est notamment attestée par la découverte, en 1885, d'un double tournois à l'effigie de Charles X, roi de France et de Navarre (Charles Ier de Bourbon déclaré roi par la Ligue), par des ouvriers lors de travaux de terrassement dans l'ancienne montagne de Vaux-le-Pénil.
Première bataille de la Marne : le 5 septembre 1914, Joffre et French sont au château de Vaux-le-Pénil.

## Politique et administration

### Rattachements administratifs et électoraux
La commune se trouve dans l'arrondissement de Melun du département de Seine-et-Marne. Pour l'élection des députés, elle fait partie depuis 2012 de la première circonscription de Seine-et-Marne.
Elle faisait partie depuis  1801 du canton de Melun-Nord. Dans le cadre du redécoupage cantonal de 2014 en France, la commune est désormais rattachée au canton de Melun.

### Intercommunalité
La commune est membre de la communauté d'agglomération Melun Val de Seine, qui a succédé au District de l’Agglomération Melunaise (DAM) auquel Vaux-le-Pénil avait adhéré en 1991.

### Liste des maires
| Période                                  | Période                       | Identité           | Étiquette        | Qualité |
| ---------------------------------------- | ----------------------------- | ------------------ | ---------------- | --- |
| février 1790                             |                               | Germain Siraudin   |                  | Marchand à Melun |
| Les données manquantes sont à compléter. |                               |                    |                  | |
| février 1883                             | mai 1892                      | Antoine Moissy     |                  | |
| mai 1892                                 | mai 1908                      | Louis Dubois       |                  | |
| mai 1908                                 | janvier 1943                  | Ambroise Prô       |                  | Révoqué par le Gouvernement de Vichy                                                                                   |
| février 1943                             | mars 1971                     | Raymond Hervillard |                  | Agriculteur |
| mars 1971                                | mars 1989                     | Louis Augier       | DVD puis UDF-PSD | |
| mars 1989                                | mars 2012                     | Pierre Carassus    | PS puis MDC/MRC  | Contrôleur à la Poste Député de Seine-et-Marne (3e circ.) (1995 → 2002) Conseiller général de Melun-Nord (1982 → 1994) |
| mars 2012                                | janvier 2019,                 | Pierre Herrero     | DVG              | Fonctionnaire Vice-président de la CA Melun Val de Seine (2014 → 2019) Démissionnaire                                  |
| janvier 2019                             | En cours (au 12 juillet 2020) | Henri de Meyrignac | DVG              | Chirurgien-dentiste Vice-président de la CA Melun Val de Seine (2019 → ) Réélu pour le mandat 2020-2026                |

### Jumelages
| Ville | Ville           | Pays | Pays       | Période     |
| ----- | --------------- | ---- | ---------- | ----------- |
|       | Belvidere       |      | États-Unis | depuis 1998 |
|       | Schwieberdingen |      | Allemagne  | depuis 1990 |

- Schwieberdingen est une ville allemande, arrosée par la Glems, est située à 15 kilomètres au nord-ouest de Stuttgart, capitale du land de Bade-Wurtemberg. Le jumelage avec Schwieberdingen comprend des échanges scolaires réguliers entre le collège La Mare-aux-Champs et la Realschule  et entre le lycée Simone-Signoret et le Gymnasium de Markgröningen. En outre, des stages linguistiques en entreprise permettent aux jeunes stagiaires de se perfectionner pendant les vacances. Les rencontres adultes se font soit dans l'une des deux villes jumelées, soit en un lieu intermédiaire alternativement en France et en Allemagne (ex. : Vosges 1996, Sarre 1999, Jura 2001, Forêt-Noire 2002). Le jumelage a fêté son vingtième anniversaire en 2010. Un parc situé à proximité de la mairie de Vaux-le-Pénil porte le nom de parc de Schwieberdingen.
- Belvidere, située à 80 kilomètres à l'ouest de Chicago entretient dans le cadre du jumelage, des échanges d'adultes et scolaires depuis 1998.

## Équipements et services

### Eau et assainissement
L’organisation de la distribution de l’eau potable, de la collecte et du traitement des eaux usées et pluviales relève des communes. La loi NOTRe de 2015 a accru le rôle des EPCI à fiscalité propre en leur transférant cette compétence. Ce transfert devait en principe être effectif au 1er janvier 2020, mais la loi Ferrand-Fesneau du 3 août 2018 a introduit la possibilité d’un report de ce transfert au 1er janvier 2026,.

#### Assainissement des eaux usées
En 2020, la gestion du service d'assainissement collectif de la commune de Vaux-le-Pénil est assurée par la communauté d'agglomération Melun Val de Seine (CAMVS) pour la collecte, le transport et la dépollution. Ce service est géré en délégation par une entreprise privée, dont le contrat arrive à échéance le 31 décembre 2023,,.
L’assainissement non collectif (ANC) désigne les installations individuelles de traitement des eaux domestiques qui ne sont pas desservies par un réseau public de collecte des eaux usées et qui doivent en conséquence traiter elles-mêmes leurs eaux usées avant de les rejeter dans le milieu naturel. La communauté d'agglomération Melun Val de Seine (CAMVS) assure pour le compte de la commune le service public d'assainissement non collectif (SPANC), qui a pour mission de vérifier la bonne exécution des travaux de réalisation et de réhabilitation, ainsi que le bon fonctionnement et l’entretien des installations,.

#### Eau potable
En 2020, l'alimentation en eau potable est assurée par la commune qui en a délégué la gestion à l'entreprise Veolia, dont le contrat expire le 31 décembre 2025,,.

## Population et société

### Démographie
L'évolution du nombre d'habitants est connue à travers les recensements de la population effectués dans la commune depuis 1793. Pour les communes de plus de 10 000 habitants les recensements ont lieu chaque année à la suite d'une enquête par sondage auprès d'un échantillon d'adresses représentant 8 % de leurs logements, contrairement aux autres communes qui ont un recensement réel tous les cinq ans,.

En 2022, la commune comptait 11 378 habitants, en évolution de +2,98 % par rapport à 2016 (Seine-et-Marne : +3,92 %, France hors Mayotte : +2,11 %).
| 1793 | 1800 | 1806 | 1821 | 1831 | 1836 | 1841 | 1846 | 1851 |
| ---- | ---- | ---- | ---- | ---- | ---- | ---- | ---- | ---- |
| 564  | 739  | 634  | 653  | 710  | 757  | 749  | 784  | 776  |

| 1856 | 1861 | 1866 | 1872 | 1876 | 1881 | 1886 | 1891 | 1896 |
| ---- | ---- | ---- | ---- | ---- | ---- | ---- | ---- | ---- |
| 800  | 857  | 837  | 826  | 807  | 801  | 834  | 789  | 857  |

| 1901 | 1906 | 1911 | 1921 | 1926 | 1931  | 1936  | 1946  | 1954  |
| ---- | ---- | ---- | ---- | ---- | ----- | ----- | ----- | ----- |
| 806  | 788  | 806  | 778  | 942  | 1 077 | 1 204 | 1 418 | 1 719 |

| 1962  | 1968  | 1975  | 1982  | 1990  | 1999   | 2006   | 2011   | 2016   |
| ----- | ----- | ----- | ----- | ----- | ------ | ------ | ------ | ------ |
| 2 236 | 2 506 | 4 405 | 6 960 | 8 143 | 10 688 | 11 327 | 10 803 | 11 049 |

| 2021   | 2022   | - | - | - | - | - | - | - |
| ------ | ------ | - | - | - | - | - | - | - |
| 11 174 | 11 378 | - | - | - | - | - | - | - |

### Enseignement
Située dans l'académie de Créteil, la commune administre trois écoles maternelles (Gaston-Dumont, Jean-Robert-Rouchon, Romain-Rolland) et trois écoles élémentaires (Gaston-Dumont, Beuve-et-Gantier, Romain-Rolland).
Le département de Seine-et-Marne gère le collège de la Mare-aux-Champs et la région Île-de-France le lycée Simone-Signoret.

### Espaces culturels
La ville de Vaux-le-Pénil abrite le centre culturel de la Ferme-des-Jeux, ouvert en 1995 dans le cadre d'une ancienne ferme rénovée. Une vingtaine de spectacles y sont programmés chaque saison. La Ferme-des-Jeux compte également un cinéma labellisé Art et Essai dont la salle de 285 places a été entièrement rénovée en 2012. Le cinéma a accueilli 28 800 spectateurs en 2017. Une salle plus intime, le Petit Théâtre, a été ouverte en 2010 afin de faciliter la création de spectacles et l'organisation d'expositions[réf. nécessaire].
Vaux-le-Pénil dispose également d'un conservatoire municipal de musique et d'une ludothèque (la seule du sud Seine-et-Marne) et d'une bibliothèque[réf. nécessaire].

### Sports
En matière d'équipements sportifs, Vaux-le-Pénil dispose de deux terrains de football (un en synthétique et un en herbe), d'une piste d'athlétisme, de deux gymnases (Ladoumègue et Geissler), d'une salle polyvalente loisirs et sports (La Buissonnière) et de courts de tennis couverts et de plein air[réf. nécessaire].
En 2018, la ville de Vaux-le-Pénil compte 90 associations dont 18 à vocation sportive[réf. nécessaire].

### Manifestations culturelles et festivités
Chaque année au début du mois de septembre se déroule le Forum des associations organisé par la municipalité[réf. nécessaire].

## Économie
Deuxième parc d'activités de Seine-et-Marne[réf. nécessaire], le parc d'activités de Vaux-le-Pénil regroupe 250 entreprises qui totalisaient 5 775 employés au 3e trimestre 2012[réf. nécessaire]
Sa gestion relève de la compétence de la communauté d'agglomération Melun Val de Seine. D'importants travaux de requalification ont été menés sur le parc d'activités entre 2010 et 2012[réf. nécessaire].

### Revenus de la population et fiscalité
En 2017, le nombre de ménages fiscaux de la commune était de 4 348 (dont 71 % imposés), représentant 11 032 personnes et la  médiane du revenu disponible par unité de consommation  de 25 290 euros.

### Emploi
En 2017, le nombre total d’emplois dans la zone était de 5 494, occupant 5 071 actifs  résidants.
Le taux d'activité de la population (actifs ayant un emploi) âgée de 15 à 64 ans s'élevait à 70 % contre un taux de chômage de 7,1 %.
Les 22,9 % d’inactifs se répartissent de la façon suivante : 12 % d’étudiants et stagiaires non rémunérés, 6,5 % de retraités ou préretraités et 4,4 % pour les autres inactifs.

### Entreprises et commerces
En 2015, le nombre d'établissements actifs était de 901 dont 3 dans l'agriculture-sylviculture-pêche, 78 dans l’industrie, 116 dans la construction, 593 dans le commerce-transports-services divers et 111  étaient relatifs au secteur administratif.
Ces établissements ont pourvu 6 510 postes salariés.

### Agriculture
Vaux-le-Pénil est dans la petite région agricole dénommée la « Brie française »,  (ou Basse-Brie), une partie de la Brie autour de Brie-Comte-Robert. En 2010, l'orientation technico-économique de l'agriculture sur la commune est la culture de fleurs et horticulture diverse.
Si la productivité agricole de la Seine-et-Marne se situe dans le peloton de tête des départements français, le département enregistre un double phénomène de disparition des terres cultivables (près de 2 000 ha par an dans les années 1980, moins dans les années 2000) et de réduction d'environ 30 % du nombre d'agriculteurs dans les années 2010. Cette tendance se retrouve au niveau de la commune où le nombre d’exploitations est passé de 6 en 1988 à 4 en 2010. Parallèlement, la taille de ces exploitations augmente, passant de 55 ha en 1988 à 62 ha en 2010.
Le tableau ci-dessous présente les principales caractéristiques des exploitations agricoles de Vaux-le-Pénil, observées sur une période de 22 ans : 
|                                      | 1988 | 2000 | 2010 |
| ------------------------------------ | ---- | ---- | ---- |
| Dimension économique,                |      |      |      |
| Nombre d’exploitations (u)           | 6    | 5    | 4    |
| Travail (UTA)                        | 28   | 24   | 14   |
| Surface agricole utilisée (ha)       | 329  | 247  | 248  |
| Cultures                             |      |      |      |
| Terres labourables (ha)              | 311  | 215  | s    |
| Céréales (ha)                        | 211  | s    | s    |
| dont blé tendre (ha)                 | 125  | s    | s    |
| dont maïs-grain et maïs-semence (ha) | 42   | s    |      |
| Tournesol (ha)                       | 0    |      |      |
| Colza et navette (ha)                | s    |      |      |
| Élevage                              |      |      |      |
| Cheptel (UGBTA)                      | 0    | 67   | 20   |

## Culture locale et patrimoine

### Lieux et monuments
Il y a deux monuments remarquables à Vaux-le-Pénil : 
- l'église Saint-Pierre-et-Saint-Paul, construite au XIIIe siècle sur l'emplacement d'un ancien oratoire ;
- le château de Vaux-le-Pénil du XVIIIe siècle (construit à la place d'un château féodal puis d'un château Renaissance) : édifié en 1766 par Michel-Louis Fréteau de Saint-Just. Au XIXe siècle, le château appartient à la famille de Faucigny-Lucinge (V. May Ephrussi) qui y fait installer après 1887, sans doute au moment des agrandissements exécutés en 1892, un ensemble remarquable de boiseries de la première moitié du XVIIIe siècle, réalisées pour Samuel-Jacques Bernard (1686-1753), fils du célèbre financier Samuel Bernard, et provenant de l'hôtel Samuel-Bernard, 46, rue du Bac à Paris.

### Citoyens d'honneur
La ville de Vaux-le-Pénil a conféré le titre de citoyen d'honneur à :
- Max Gallo, historien, romancier, essayiste et homme politique français ;
- Jacques Austruy, économiste et universitaire, auteur notamment de Le scandale du développement publié en 1967 ;
- Gerd Spiegel, ancien maire de Schwieberdingen, artisan du jumelage avec Vaux-le-Pénil, décédé en 2019.

### Personnalités liées à la commune

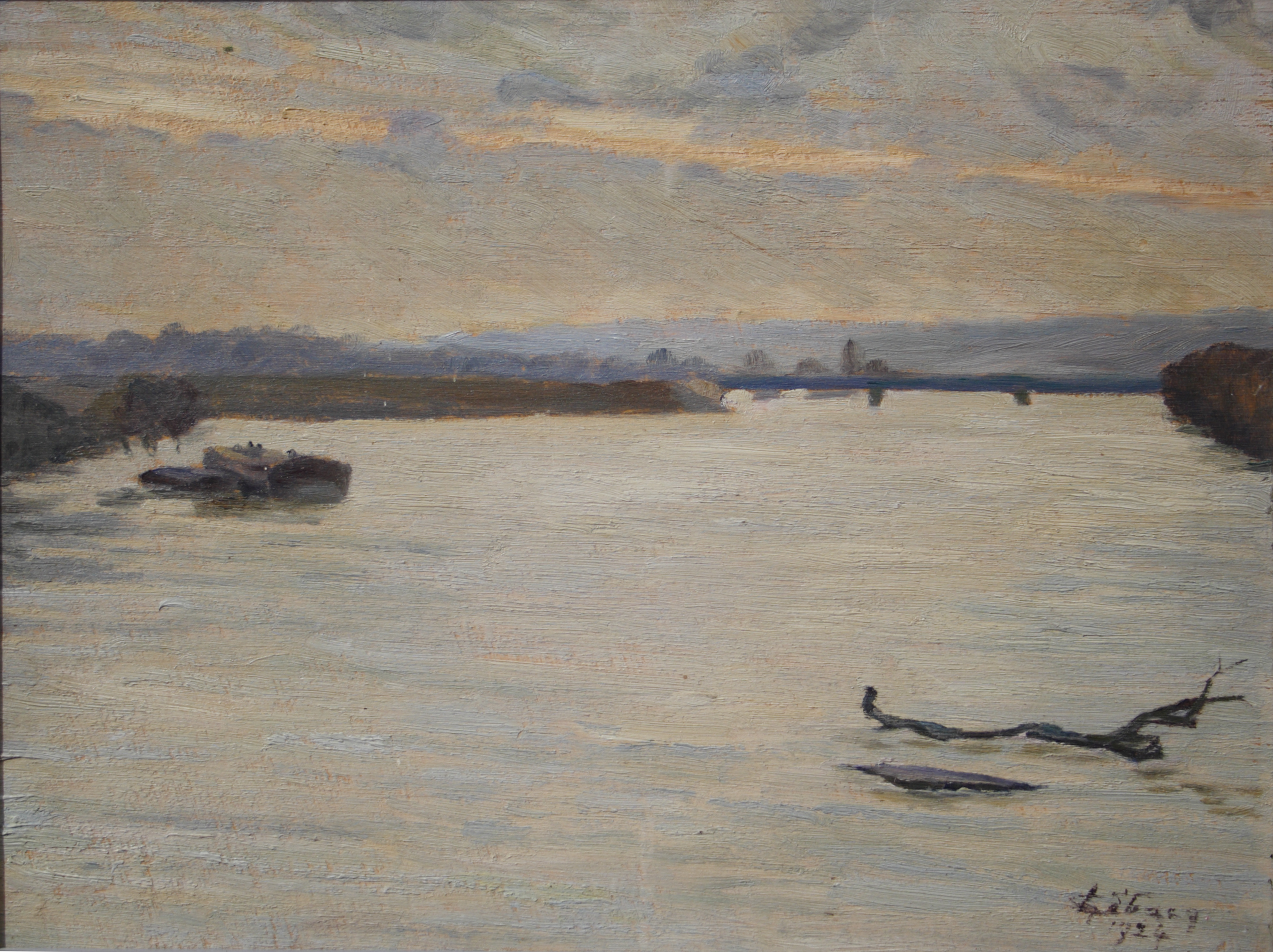
Georges-Émile Lebacq, 1924 Inondation, la Seine à Vaux le Pénil (Seine et Marne).

- Emmanuel Fréteau de Pény (1745 - Vaux-le-Pénil † exécuté le 27 prairial an II (15 juin 1794) - victime de la Révolution française), seigneur de Vaux-le-Pénil et de Saint-Liesne, conseiller de grand-chambre au Parlement de Paris, député aux États généraux de 1789 du bailliage de Melun, est l'un des acteurs de la Déclaration des droits de l'homme et du citoyen.
- Jean-Baptiste Eblé (1758-1812), général d'empire, gendre du précédent.
- Georges-Émile Lebacq (1876-1950), peintre belge impressionniste et postimpressionniste, vécut dans la commune au clos Sainte-Gemme, rue de la Baste de 1919 à 1925.

Il réalisa plusieurs toiles de la commune et de la région dont certaines sont au musée des Beaux-Arts de Mons ou au Musée royal de l'armée et de l'histoire militaire de Bruxelles.
- May Ephrussi, princesse de Faucigny-Lucinge (1880-1964). Fille d'un banquier juif, elle épousa un représentant d'une vieille famille noble de Savoie en 1901 à Vaux-le-Pénil. Elle fut la première femme propriétaire d'une écurie de course en 1933. Elle repose au cimetière communal.
- Mayou Iserentant (1903-1978), artiste peintre belge qui a vécu dans la commune de 1945 jusqu'à sa mort. Elle est enterrée au cimetière de Vaux-le-Pénil.
- Salvador Dalí (1904-1989), peintre surréaliste, vint à Vaux-le-Pénil après la Deuxième Guerre mondiale pour installer un musée du surréalisme dans le château de Vaux-le-Pénil.

### Héraldique
| Blason de Vaux-le-Pénil | Blason  | De contrevair renversé, au chef d'azur chargé d'un lambel à l'antique de six pendants d'argent. |
| Blason de Vaux-le-Pénil | Détails | Le statut officiel du blason reste à déterminer.                                                |